# Brazeau (fiume)
Il Brazeau è un fiume del Canada, che scorre in Alberta per circa 210 chilometri, per poi confluire nel North Saskatchewan. 
Il fiume attraversa il Parco nazionale Banff.